# Alice Arno
Pour les articles homonymes, voir Arno et Broquet (homonymie).
Alice Arno, née Marie-France Broquet (29 juin 1946 - ) est une actrice française.

## Biographie
Alice Arno se fait d'abord remarquer comme modèle de charme dès la fin des années 1960. Elle pose notamment pour les magazines Pop, Men et Topfilm. 
Au cinéma, elle fait la majeure partie de sa carrière dans des films d'exploitation où l'érotisme tient souvent une place prépondérante. Si elle ne fait que de brèves apparitions pour Henri Verneuil ou Jean-François Davy, elle tient en 1972 le rôle principal dans Justine, adaptation de l'œuvre de Sade par Claude Pierson. Elle tourne aussi pour Pierre Chevalier, Jean-Marie Pallardy et Guy Maria. 
Le très prolifique Jesús Franco en fait une de ses actrices de prédilection, l'employant une douzaine de fois et lui donnant la vedette dans ses « Maciste ». Elle devient une tête d'affiche des productions Eurociné et CFPC et a pour partenaires Anne Libert, Monica Swinn, Sandra Julien, Gilda Arancio ou encore Lina Romay. Elle tourne à dix reprises avec sa sœur Chantal Broquet mais contrairement à cette dernière, elle poursuit un temps sa carrière après 1975 et l'arrivée du « hardcore ». On la voit ainsi dans quelques films pornographiques, où elle est cependant doublée pour les scènes de sexe « explicites ».

## Filmographie

### Cinéma
- 1967 :  Les Poneyttes de Joël Le Moigné : (non créditée)
- 1968 :  Nathalie, l'amour s'éveille de Pierre Chevalier
- 1969 : Liz et Helen (A doppia faccia) de Riccardo Freda (inserts pornographiques dans laversion française de 1976)
- 1970 :  Le clan des Siciliens de Henri Verneuil  : Un modèle chez Malik (non créditée)
- 1970 :  L'amour, oui! Mais... de Philippe Schneider et Joël Lifschutz : Une fille dans une chambre (non créditée)
- 1971 :  Femme mariée cherche jeune homme seul  (ou Señora casada necesita joven bien dotado) de Juan Xiol
- 1971 :  Atout sexe de Max Kalifa
- 1971 :  La Débauche ou Les Amours buissonières de Jean-François Davy : Une fille chez Flamand (comme Marie-France Broquet)
- 1971 :  L'argent et l'amour de Jean Lévitte  : Une hippie (non créditée)
- 1971 :  Chaleurs de Daniel Daërt : Nadia
- 1971 :  Le Casse de Henri Verneuil : La fille du vestiaire de la boîte de nuit (non créditée)
- 1972 :  Lâchez les chiennes de Bernard Launois
- 1972 :  Justine de Sade de Claude Pierson : Justine / Thérèse
- 1972 :  L'insatisfaite de Jean-Marie Pallardy : (non créditée)
- 1973 :  Les Aventures galantes de Zorro de Gilbert Roussel
- 1973 :  Tendre et perverse Emanuelle de Jesús Franco : Yvonne
- 1973 :  Maciste contre la reine des Amazones de Jesús Franco : La reine des Amazones
- 1973 :  Les Gloutonnes (ou Les Exploits érotiques de Maciste dans l'Atlantide)  de Jesús Franco : La reine des Atlantes
- 1973 :  Le Miroir obscène (Al otro lado del espejo) de Jesús Franco : Carla
- 1973 :  Pigalle carrefour des illusions de Pierre Chevalier : Marie-France
- 1973 :  Les Avaleuses  (ou Insatiable Lust en version classée X) de Jesús Franco : La servante d’Irina
- 1973 :  Avortement clandestin ! de Pierre Chevalier : Marie-France
- 1973 :  Les Infidèles de Christian Lara : La bonne
- 1973 :  Ah! Si mon moine voulait... (ou Joyeux compères) de Claude Pierson : La bouchère
- 1973 : Une vierge chez les morts-vivants (Une virgen en casa de los muertos vivientes) de Jesús Franco : la princesse de l'érotisme
- 1973 :  Les Gourmandines de Guy Pérol
- 1974 :  Règlements de femmes à OQ Corral de Jean-Marie Pallardy : Nell
- 1974 :  La Comtesse perverse de Jesús Franco : Comtesse Ivanna Zaroff
- 1974 :  Convoi de femmes de Pierre Chevalier :
- 1974 :  Eugénie de Sade de Jesús Franco : Modèle photo (non créditée)
- 1974 :  Plaisir à trois de Jesús Franco : Martine Bressac
- 1974 :  Chicas de alquiler de Ignacio F. Iquino
- 1975 :  L'Arrière-train sifflera trois fois (ou Lucky Lucky et les Daltines )  de Jean-Marie Pallardy  : Calamity Jane / Gilda
- 1975 :  La Pipe au bois (ou Les Fleurs du diable )  de Maxime Debest  : Margot
- 1975 :  Il Torcinaso de Giancarlo Romitelli
- 1975 :  Les Orgies du Golden Saloon de Gilbert Roussel : Heplabelle
- 1975 :  Les Nuits brûlantes de Linda  de Jesús Franco : Marie-France Bertrand
- 1975 :  Hard Core Story (ou Un sacré zizi ) de Guy Maria : Mireille
- 1975 :  Les Karatéchattes de Guy Maria : Michèle
- 1976 :  Chaleur et jouissance  (version hardcore de Liz et Helen / A doppia faccia tourné en 1969 par Riccardo Freda) :
- 1976 :  Paris Porno de Jacques Orth
- 1976 :  Une Cage dorée de Jesús Franco et Marius Lesœur : La complice de Winter
- 1976 :  Et si tu n'en veux pas  (ou Joëlle et Pauline ) de Jacques Besnard
- 1977 :  Kiss Me Killer (ou Embrasse-moi ) de Jesús Franco
- 1977 :  Bouches gourmandes de André Koob  : Greta, l'assistante du Docteur Young
- 1979 :  La Suceuse (ou Justine 79 ) de Jesús Franco : (crédit seulement)